# Sphagnum subbalticum
Sphagnum subbalticum là một loài rêu trong họ Sphagnaceae. Loài này được Warnst. mô tả khoa học đầu tiên năm 1908.